# Mikrotuberizace
Mikrotuberizace je technika rostlin in vitro, při které dochází k indukci mikrohlízek u hlíznatých rostlin. K mikrotuberizaci dochází ve tmě, tak jak je to pro hlíznaté rostliny běžné, za použitím cytokininů a vyššího množství sacharidů. Toto médium se nejčastěji pasážuje na standardní MS médium. Mikrohlízky se používají ke šlechtění či uchovávání genofondů – je možno je ve zkumavce zanechat až 1 rok bez pasážování.